# Кобызевы
Кобызевы - дворянский род Тверской губернии.
Род происходит от подпоручика Ивана Андреевича Кобызева. 2 января 1836 года он был внесен во II часть родословной книги Тверской губернии. Семья проживала в Вышневолоцком уезде.

## Известные представители
Григорий Иванович Кобызев (12.11.1825-1902) - штабс-капитан, затем подполковник, генерал-майор (с 27.02.1883 г.) Московского гренадерского полка. Жена: Александра Дмитриевна Сташевская, дочь генерал-майора Дмитрия Моисеевича Сташевского.
- - Григорий Иванович (12.11.1825-1902), штабс-капитан Московского гренадерского полка, подполковник, генерал-майор (с 1883 г.). Ж.: Александра Дмитриевна Сташевская, дочь генерал-майора Дмитрия Моисеевича Сташевского. 
    - Дмитрий Григорьевич (30.04.1858-?)
    - Александр Григорьевич (19.11.1859-?)

  - Иван Иванович (06.03.1834-?)
  - Александр Иванович (04.07.1835-?)
  - Андрей Иванович
  - Николай Иванович
  - Елена Ивановна